# 國土形成計畫
國土形成計畫 （日语：／ Kokudo Kēsē Kēkaku）是基於日本《國土形成計畫法》（昭和25年法律第205号）的，考慮國土自然條件，從關於日本經濟、社會、文化等的對策的綜合視角出發，為推進國土利用、整備以及保護而制定的綜合而基本的規劃。
自民黨政府下，日本內閣於2008年7月批准了基國《國土形成計畫法》的首个國土形成計畫。國土交通省設置了國土計畫局（2001年各省廳合併中，國土廳與建設省等合併）來專門負責此項事務。

## 概要
國土形成計畫包括為日本全域制定的全國計畫以及按各地方分塊制定的廣域地方計畫。
一般而言，國土計畫是指表達對由土地、水、自然、社會資本、產業集聚、文化、人才等構成的國土的期望的狀態的，長期的、綜合的、空間上的規劃。自1962年（昭和37年）制定《第一次全國綜合開發計畫》（一全綜）以來，日本戰後的國土計畫以《國土綜合開發法》為依據，以全國綜合開發計畫為中心展開。但是在迎來人口減少時代的當下，需要相應的國土計畫制度以滿足新時代的需要，因此2005年（平成17年）的第162回通常國會對《國土綜合開發法》作出了根本的修訂，制定了新的國土形成計畫，以取代國土綜合開發計畫。

## 國土計畫制度改革

### 改革背景
迄今為止已制定5版的《全國綜合開發計畫》以「國土的均衡發展」為目標，推進制定了當時面向問題解決的對策。經過戰後半個世紀期間，國土全境內謀求工廠、教育機構等向地方的分散，以及中樞、中核都市的成長，從戰後至今，長遠觀之，大城市的人口激增趨勢逐漸減弱，地區之間的收入差距也大大縮小。另外，從區域角度來看，城市也已呈現出污染預防和和擁堵缓解的態勢，而在地方圈，伴隨着公共設施的普遍配建，其水平也得到了提高，生活環境也得到了極大改善。伴隨着這種充實，國民開始更關心國土的美麗、有地域個性的文化創造，以及與自然的共生。
但是，当前东京和太平洋工業帶的單極單軸結構仍未有改觀。各地方圈（東京圈、關西圈、名古屋圈以外的地域）有許多地區出現了過疏化的難題，而在地方城市，市中心衰退也是一個重大問題。另一方面，大城市仍面临人口密集的中心区的防灾和居住环境整治改善等的问题。此外，由於郊區蔓延及與農村、山村周圍地區缺乏協調，國土整體的景觀混亂，土地污染、水污染和非法傾倒成為社會問題。2005年（平成17年）起，日本人口开始减少，国民对未来的担忧与日俱增。
在國土政策上，除上述課題以外，地域社會難以維持的地區的擴大、農地的急劇荒廢和缺乏適當管理的森林的增加等緊迫的課題也在浮現。另外，在國際上，東亞經濟圈正迅速崛起，日本要想在21世紀繼續保持和發展經濟社會活力，與東亞各國的緊密協作至關重要。為了妥善應對這些國內外的緊迫課題，在國土計畫中明確體現國土及民生的未來面貌，是本次改革的背景。

### 改革要点
《國土綜合開發法》是確定日本國土政策根本的全國綜合開發計畫的依據法，制定於昭和25年，當時的社會經濟形勢等背景下以開發為基調，以量的擴大為目標。因此，需要在落實地方分权和國內外協調的同時，謀求提高國土質量，不僅要提出願景使之合乎以實現國民生活的安全、安心、安定為目標的成熟社會，還要從根本上重新審視規劃制度。改革的要点如下。
1. 從以追求量的擴大的「開發」為基調的國土計畫，改變為以提高國土質量為目標，綜合推進計畫對象事項的審視，國土的利用、整備及保護的相關政策施行的國土計畫。
2. 為了使多元主體參與國土計畫的制定過程，建立了地方公共團體的計畫提案製度和反映國民意見的機制。
3. 除全國計畫以外，以塊為單位，創設國家和都府縣等適當分擔職權、相互協作制定的廣域地方計畫，尊重地域的自律性，謀求實現國家和地方公共團體的合作。
4. 透過對國土計畫體系進行簡化、一體化，重新編制易懂的國土計畫體系。

## 新國土計畫制度概要

### 國土形成計畫的定義
- 「國土形成計畫」是以推進國土利用、整備和保護（下稱「國土形成」） 為目標的綜合的、基本的規劃，其相關內容如下：

1. 土地、水和其他国土资源的利用和保护
2. 海域的利用和保护（包括与专属经济区和大陆架有关的事项）
3. 预防和减轻地震、洪水、风灾和其他灾害
4. 城市和农、山、渔村的规模及配置的调整和整备
5. 产业的适当布局
6. 交通设施、信息通信设施、科学技术相关的研究设施以及其他重要公共设施的使用、整备及保护
7. 文化、福利和观光相关的资源的保护以及设施的利用和整备
8. 国土上良好环境的创造、其他环境的保护，以及良好景观的形成[1]

- 國土形成計畫分為「全國計畫」和「廣域地方計畫」。

### 國土形成計畫的基本理念
- 準確應對人口及產業動向以及其他社會經濟結構的變化，為實現以　a）因地制宜自主發展的地域社會　b）通過強化國際競爭力及振興科學技術等而活化的經濟社會　c）確保安全的國民生活　d）有助於保護地球環境的豐裕的環境　為基礎的國土，在確保國內外協調的同時，注重並適當制定關於我國（指日本）國土相關的各種條件的維持及提高的對策。
- 尊重地方公共團體的力量的同時，實施必須以全國規模或從全國視角進行的政策以及其他應由國家承擔的職能，落實國家的責任。[1]

### 全國計畫
- 計畫內容
  - 作為綜合性國土形成相關的對策的指導方針，制定①基本方針、②目標、③從全國角度看有必要的基本對策。
  - 保持與國家的環境保護基本計畫的協調。
- 制定流程
  - 國土交通大臣采取必要措施以反映國民意見，並與有關行政機構的負責人協商，聽取縣和政令指定都市的意見，經由國土審議會調查審議，並尋求內閣會議決定。
  - 國土利用計畫和全國計畫一體化編制。
- 關於全國計畫的政策評價
  - 全國計畫編制後一定時間，基於政策評價法進行政策評價。
- 關於全國計畫的提案等
  - 都道府縣、指定都市可以就全國計畫或其修訂的編制擬定草案，向國土交通大臣提案。
  - 若國土交通大臣未根据提案拟定草案，應在聽取國土審議會的意見後，將其要旨和理由通知都道府縣、指定都市。

### 廣域地方計畫
- 對於跨越多個都府縣、需要作為一體推進綜合性國土形成的以下區域（廣域地方計畫區域），制定廣域地方計畫[2][3]。

1. 東北圈：青森縣、岩手县、宮城縣、秋田县、山形县、福岛县、新潟县
2. 首都圈：茨城縣、栃木縣、群馬縣、埼玉縣、千葉縣、東京都、神奈川縣、山梨县
3. 北陸圈：富山縣、石川縣、福井縣
4. 中部圈：长野县、岐阜县、靜岡縣、愛知縣、三重县
5. 近畿圈：滋贺县、京都府、大阪府、兵库县、奈良县、和歌山县
6. 中國圈：鳥取縣、岛根县、岡山縣、廣島縣、山口县
7. 四國圈：德岛县、香川县、爱媛县、高知县
8. 九州圈：福冈县、佐贺县、长崎县、熊本縣、大分县、宮崎縣、鹿儿岛县

北關東、磐越地域5县設置分科會。北陸圈和中部圈、中国圈和四國圈設置合同協議會。
- 計畫內容
  - 關於在廣域地方計畫區域的國土的形成的 (1)方針、(2)目標、(3)從廣域角度看有必要的主要對策（包括被認為確有必要的涉及區域外的對策）。
- 編制程序
  - 國土交通大臣采取必要措施以反映國民意見，並通過廣域地方計畫協議會的協商，與相關行政機關負責人協商後編制計畫。
- 廣域地方計畫協議會
  - 為了就廣域地方計畫及其實施進行協商，在每個廣域地方計畫區域設立由國家的地方支分部局、相關都府縣、相關指定都市組成的協議會。
  - 協議會可以將區域內的市町村、與區域相鄰的地方公共團體以及其他有密切關係的人納入。
- 關於廣域地方計畫的提案等
  - 市町村可以就關於廣域地方計畫的編制或變更擬定草案，經由都府縣向國土交通大臣提案。
  - 國土交通大臣在沒有根據提案進行變更時，要聽取協議會的意見後，將其要旨及理由通知相關市町村。

## 制定时间表

### 全國計畫的制定
關於全國計畫，2005年（平成17年）9月，國土審議會設立了計畫部會，正式開始討論。同年10月，針對被認為是主要計畫課題的5個領域（Lifestyle·生活、產業展望·東亞合作、自立地域社會、國土基礎、可持續國土管理），計畫部會設立了專門委員會。調查審議以此體制進行，2006年（平成18年）11月為止的討論狀況作為「計畫部會中間彙總」上報國土審議會。
之後，基於都道府縣、政令指定都市的計畫提案，2007年11月計畫部會的最終報告進行匯總，並且經過公眾評論等手續，於2008年（平成19年）2月在國土審議會進行了匯報。
2008年7月4日，內閣會議通過了國土形成計畫全國計畫。

### 廣域地方計畫的制定
對於廣域地方計畫，由於計畫制定前有必要先出台政令、劃定廣域地方計畫區域，2005年9月，國土審議會設置了圈域部會，討論地域分塊的問，2006年7月確定廣域地方計畫區域。基於這些區域的廣域地方計畫在全國計畫制定一年後的2009年8月由國土交通大臣批准。